# Affaire Vincent Humbert
Pour les articles homonymes, voir Humbert.
Ne doit pas être confondu avec Affaire Vincent Lambert.
 (septembre 2014).
L'affaire Vincent Humbert concerne un jeune homme devenu tétraplégique, aveugle et muet, après un grave accident de la route. La médiatisation de son histoire a soulevé de nombreux commentaires face à son désir de mourir, l'euthanasie étant interdite en France.
Après un grave accident de la route, le 24 septembre 2000, Vincent Humbert qui ne supportait plus cette vie sans espoir de guérison, entreprend de nombreuses démarches pour obtenir le droit d'être euthanasié. Il écrit au président de la République d'alors, Jacques Chirac, auquel il demande en vain un « droit de mourir ». Le 24 septembre 2003, la mère du jeune homme, Marie Humbert, provoque le décès de son fils avec l'aide d'un médecin. L'affaire se conclut par un non-lieu en février 2006.

## Chronologie
Le 24 septembre 2000, Vincent Humbert, un jeune pompier de 19 ans, est victime d'un grave accident de la route. Son automobile a percuté de plein fouet une camionnette à la sortie d’un virage, probablement après que son pneu a éclaté. Hospitalisé au CHU de Rouen puis au centre hospitalier Hélio-Marin de Berck, il se réveille après neuf mois de coma, aveugle (ses paupières ayant même dû être cousues pour éviter le dessèchement de ses yeux), muet et tétraplégique, mais il a gardé toute sa lucidité.
Le 30 novembre 2002, grâce à ses voies de communications fonctionnelles (ouïe et pouce droit), Vincent à l'aide de son animatrice Chantal rédige sa requête de « droit de mourir » au président de la République française, afin d'abréger ses souffrances et celles qu'il perçoit chez sa mère. Jacques Chirac lui répond qu'il ne peut accéder à sa demande car il n'en a pas le droit.
Le 21 septembre 2003, sa mère, Marie Humbert, annonce dans l'émission Sept à huit de TF1 son intention de l'aider.
Le 24 septembre 2003, Marie Humbert passe à l'acte à 17 h 30, lui donnant d'importantes doses de pentobarbital de sodium. Un infirmier entre puis lance l'alerte. Vincent Humbert entré dans un coma profond est alors admis dans le service de réanimation du Dr Frédéric Chaussoy. Marie Humbert est dès le lendemain arrêtée et placée en garde à vue.
Le 25 septembre 2003, le livre de Vincent Humbert écrit par Frédéric Veille Je vous demande le droit de mourir est publié. Marie Humbert est libérée de sa garde à vue.
Le 26 septembre 2003, après discussion et accord avec la famille, le Dr Chaussoy décide d'arrêter toute mesure de réanimation et d'injecter du chlorure de potassium, entraînant le décès de son patient.
Le 27 octobre 2003, le procureur de Boulogne-sur-Mer ouvre une information judiciaire visant Marie Humbert pour « administration de substances toxiques commise avec préméditation et sur personne vulnérable » (elle encourt cinq ans de prison) et le Docteur Chaussoy pour « empoisonnement avec préméditation » (il encourt la prison à perpétuité).
En automne 2003, Jean Leonetti, médecin et député des Alpes-Maritimes, est chargé par le président de la République Jacques Chirac et le gouvernement Raffarin d'une « mission parlementaire sur l’accompagnement de la fin de vie ».
Le 24 septembre 2004, Marie Humbert se bat avec l'association Faut qu'on s'active ! pour obtenir la dépénalisation de l'exception du suicide médicalement assisté en France. Elle lance ainsi une pétition : la « loi Vincent Humbert ». Celle-ci a recueilli près de 300 000 signatures de citoyens.
Le 26 octobre 2004, le projet de Loi relative aux droits des malades et à la fin de vie est déposé à l'Assemblée nationale.
Le 13 et le 14 janvier 2005, le Dr Chaussoy et Marie Humbert sont mis en examen, le premier pour « empoisonnement avec préméditation » et la seconde pour « administration de substances toxiques ». Les deux accusés ont toujours assumé leur acte et ont provoqué un débat éthique et législatif sur le thème de l'euthanasie, aboutissant à l'adoption d'un « droit à laisser mourir » par le parlement français en avril 2005.
Le 22 avril 2005, la Loi relative aux droits des malades et à la fin de vie no 2005-370 est adoptée par l'Assemblée. Sans introduire ni l'euthanasie ni l'aide au suicide, elle interdit l'acharnement thérapeutique, promeut les soins palliatifs et définit un cadre pour que le patient puisse solliciter l'arrêt de certains traitements.
Le 27 février 2006, la juge d'instruction Anne Morvant délivre une ordonnance de non-lieu pour l'affaire du Dr Chaussoy et de Marie Humbert. La juge explique que, même si les actes reprochés restent condamnables au regard de la loi, « il faut tenir compte du contexte bien particulier et des pressions familiales et médiatiques exercées » et à ce titre considère que « la contrainte » doit être invoquée.
Dans la nuit du 4 au 5 août 2018, Marie Humbert meurt, à l'âge de 63 ans, des suites d'une longue maladie.

## Adaptations

### Filmographie
Le 3 décembre 2007, TF1 diffuse le téléfilm, Marie Humbert, l'amour d'une mère, réalisé la même année par Marc Angelo, avec Édouard Collin dans le rôle de Vincent Humbert et Florence Pernel dans le rôle de sa mère, Marie Humbert.

### Documentaires télévisés
- « Mort de Vincent Humbert, que s'est il vraiment passé ? » dans Secrets d'actualité le 14 décembre 2003 sur M6 puis le 10 juin 2009 dans Enquêtes criminelles : le magazine des faits divers sur W9.
- « Vincent Humbert : le combat d'une mère » (premier reportage) les 20 et 31 janvier 2010 dans 90' faits divers sur TMC.